# Leduc (Alberta)
Leduc ist eine Kleinstadt in Alberta, Kanada. Sie liegt 33 Kilometer von der Provinzhauptstadt Edmonton entfernt und die umgebende Landschaft wird auch der als Aspen Parkland bezeichneten Ökoregion zugerechnet.

## Geschichte
Die erste Besiedlung Leducs erfolgte 1899, als ein Siedler namens Robert Telford Land in der Nähe eines Sees kaufte, der später seinen Namen tragen würde. Von dort aus entwickelte sich die Siedlung. Telford, der zuvor als Beamter der Royal Canadian Mounted Police gedient hatte, wurde Leducs erster Postmeister, Warenhändler und Friedensrichter.
Einer verbreiteten Legende nach kam der Name der Stadt 1890 auf, als ein Siedler beim Bau eines Telegrafenamtes nach einem Namen für die Siedlung suchte, entschied, dass sie nach der ersten Person benannt werden solle, der durch die Tür des Amtes käme. Diese Person war Vater Hippolyte Leduc, ein Priester, der seit 1867 für das Gebiet zuständig war.
Am 13. Februar 1947, nachdem die Stadt einige Jahrzehnte stetig gewachsen war, fand man das erste Ölvorkommen Albertas in Leduc. Dieses Ereignis ist als Alberta Oil Strike in die Geschichte eingegangen.
Am 2. Januar 1973 führte eine Boeing 707-321C der Pacific Western Airlines einen Frachtflug von Toronto nach Edmonton durch. Die Maschine war mit 86 Rindern beladen. Die Maschine streifte drei Kilometer vor ihrem Zielflughafen, bei Leduc, Bäume und Stromleitungen und stürzte auf einen Wall in einer Kiesgrube. Die Rinder wurden bei dem Unfall nach vorne aus dem Flugzeugrumpf auf eine Entfernung von bis zu 100 Metern herausgeschleudert, alle fünf Besatzungsmitglieder starben. Ein Feuer brach aus. Die Unfallursache konnte nicht ermittelt werden (siehe auch Pacific-Western-Airlines-Flug 3801).

## Profil
Öl- und Gasindustrie sind die Hauptwirtschaftszweige Leducs. Auch der Flughafen Edmonton sorgt für Arbeitsplätze, da er in unmittelbarer Nähe liegt. Leduc verfügt über einen eigenen Feuerwehr- und Rettungsdienst. Für Polizeikräfte sorgt die Royal Mounted Police.

## Politik
Leduc besitzt eine Städtepartnerschaft mit dem sächsischen Grimma.

## Demografie
Die auf 735 m Höhe gelegene Stadt hatte 2006 eine Bevölkerung von 16.967, die sich auf 6.718 Haushalte verteilte. Bei einer Fläche von 36,97 km² ergibt sich für 2006 eine Bevölkerungsdichte von 458,9 Einwohnern pro Quadratkilometer.

## Söhne und Töchter der Stadt
- Bob McGill (* 1962), Eishockeyspieler
- Dixon Ward (* 1968), Eishockeyspieler
- Matt Climie (* 1983), Eishockeyspieler
- Jaedon Descheneau (* 1995), Eishockeyspieler